# Сектор С
Сектор «С» — район дій сил АТО в Донецькій області поблизу Дебальцевого під час Війни на сході України. Угруповання сил Сектору «С» діє в північних районах Донецької області та західних районах Луганської області. В Секторі «С» відбувся ряд боїв проти військ Російської Федерації та терористичних організацій. В зоні Сектору «С» протягом літнього наступу сил АТО були звільненні Слов'янськ, Краматорськ, Артемівськ, Дружківка, Костянтинівка, Дебальцеве. В січні-лютому 2015 в зоні Сектору «С» відбулася найбільша битва Війни на сході України — Битва за дебальцевський плацдарм. Стратегічне значення Сектору «С» визначалося необхідністю контролю над залізничним транспортним вузлом Дебальцеве, який відігравав ключову роль в залізничному сполученні між Луганськом та Донецьком, що не дозволяло проросійським терористичним угрупованням здійснювати постачання зброї, боєприпасів та іншого забезпечення з Росії в Донецьк.

## Зона Сектору «С»
Згідно з оприлюдненою картою лінії розмежування в зоні АТО Сектор «С» займає територію північних районів Донецької області та західних районів Луганської області. Сектор охоплював лінію Вуглегірськ — Дебальцеве — Зоринськ. Координаційний центр знаходився в м. Бахмут.
Після переформатування системи управління в зоні АТО 18 лютого 2015, частина Сектору С у Донецькій області була перепідпорядкована Оперативно-тактичному угрупованню «Донецьк», а частина Сектору С у Луганській області була перепідпорядкована Оперативно-тактичному угрупованню «Луганськ».

## Сили Сектору «С»
Військове угруповання в Секторі «С» протягом АТО складалось в різний час з різних підрозділів силових відомств України.
У боях за звільнення Слов'янська та інших міст Донеччини і Луганщини брали участь підрозділи Збройних Сил України, Національної гвардії України, спецпідрозділу Альфа Служби безпеки України.
У різний час участь у боях брали бійці бригад Збройних Сил:
- 1-а окрема гвардійська танкова бригада
- 14-а окрема механізована бригада
- 24-а окрема механізована бригада
- 25-а окрема Дніпропетровська повітряно-десантна бригада
- 30-а окрема механізована бригада
- 79-а окрема аеромобільна бригада
- 92-га окрема механізована бригада
- 95-а окрема аеромобільна бригада
- 128-а окрема механізована бригада

У ході Битви за дебальцевський плацдарм забезпечували вихід українських підрозділів з Дебальцевого та навколишніх опорних пунктів загони 3-го та 8-го окремих полків СпП.
У бойових діях брали участь батальйони територіальної оборони України, що згодом були переформовані на окремі мотопіхотні батальйони.
Активну участь у боях з бойовиками і російськими військами брала Національна гвардія України. В боях біля Вуглегірська брав участь батальйон «Донбас».
Також на фронті проти бойовиків та солдатів ЗС РФ воювали чеченські добровольці з батальйону ім. Дудаєва. Командир батальйону, генерал Іса Мунаєв загинув у бою.
Охорону правопорядку в звільнених та прифронтових містах і селищах забезпечували спецпідрозділи охорони громадського порядку МВС.

## Командування
Під час боїв за Дебальцеве безпосереднє управління українськими військами сектору «С» разом зі штабом сектору «С» здійснював генерал-лейтенант ЗСУ Сергій Попко, командир АТО.

## Бойові дії в Секторі «С»

### Кампанія 2014 року
Початковим завданням угруповання Сектору «С» було блокування бойовиків у Слов'янську, перерізання маршрутів постачання бойовиків та остаточне звільнення міста.
У квітні 2014 взяті під контроль ключові пункти в районі бойових дій: краматорський аеродром, гора Карачун, база в Артемівську, склади зброї в Соледарі.
Протягом літнього наступу сили АТО звільнили Лиман. 19 червня сили АТО вибили бойовиків з Ямполя і взяли під контроль мости через р. Сіверський Донець.
У липні президент Порошенко зупинив дію режиму одностороннього припинення вогню і віддав наказ про наступ. Були звільнені Сіверськ, Миколаївка і фактично завершено повне оточення Слов'янська.
5 липня підрозділи АТО звільнили від терористів населені пункти: Слов'янськ, Краматорськ, Артемівськ, Дружківка, Костянтинівка. Протягом липня були розблоковані підрозділи, що тримали оборону Краматорського аеродрому — 25-а окрема повітряно-десантна бригада, підрозділи що тримали оборону на складі довготривалого зберігання військової техніки в Артемівську. Пізніше в ході наступу Сили АТО звільнили Попасну, Дзержинськ (у звільненні міста брали участь Сили спеціальних операцій).
28 липня українські підрозділи звільнили населений пункт Дебальцеве, що дало змогу силам АТО укріпити позиції, а також звузити кільце навколо Горлівки та Донецька. Таким чином було перекрито частину шляхів для постачання ресурсів терористам. 16 серпня була звільнена Жданівка.
Після укладення мінських домовленостей та оголошення режиму припинення вогню, в Секторі «С» Сили АТО не проводили наступальних операцій. Було навіть полишено декілька населених пунктів, зокрема Жданівку — 21 вересня 2014 року українські війська відступили з містечка.

### Кампанія 2015 року та битва за дебальцевський плацдарм
У січні 2015 відновились активні бойові дії по всі лінії зіткнення в зоні антитерористичної операції, і зокрема в Секторі «С». В ході зимової кампанії командування бойовиків та російських військ мало за мету ліквідацію т. з. «дебальцевського плацдарму». Планувалось атакувати із заходу і сходу Миронівський, Луганське та Світлодарськ і таким чином оточити сили АТО.
Бойовики атакували Троїцьке, Санжарівку та висоти довкола. 31 січня українські підрозділи були вибиті з Вуглегірська, який був одним з ключових пунктів в обороні на дебальцевському напрямку. З захопленням Вуглегірська та зайняття пануючих висот над дорогою у бойовиків з'являлася можливість оточити підрозділи сил АТО в Дебальцевому та південніше від нього. Бойовики могли атакувати із заходу шосе Харків-Ростов, що було головним маршрутом для забезпечення військового угруповання на дебальцевському напрямі.
18 лютого українські війська для уникнення оточення відступили з Дебальцевого та найближчих опорних пунктів.